# Arondismentul Orléans
Arondismentul Orléans (în franceză Arrondissement d'Orléans) este un arondisment din departamentul Loiret, regiunea Centre-Val de Loire, Franța.

## Subdiviziuni

### Cantoane
- Cantonul Artenay
- Cantonul Beaugency
- Cantonul Châteauneuf-sur-Loire
- Cantonul Chécy
- Cantonul Cléry-Saint-André
- Cantonul La Ferté-Saint-Aubin
- Cantonul Fleury-les-Aubrais
- Cantonul Ingré
- Cantonul Jargeau
- Cantonul Meung-sur-Loire
- Cantonul Neuville-aux-Bois
- Cantonul Olivet
- Cantonul Orléans-Bannier
- Cantonul Orléans-Bourgogne
- Cantonul Orléans-Carmes
- Cantonul Orléans-La Source
- Cantonul Orléans-Saint-Marc-Argonne
- Cantonul Orléans-Saint-Marceau
- Cantonul Ouzouer-sur-Loire
- Cantonul Patay
- Cantonul Saint-Jean-le-Blanc
- Cantonul Saint-Jean-de-Braye
- Cantonul Saint-Jean-de-la-Ruelle
- Cantonul Sully-sur-Loire

### Comune
| 1. Ardon (45006)                     | 2. Artenay (45008)                 | 3. Baccon (45019)                      | 4. Le Bardon (45020)                 |
| 5. Baule (45024)                     | 6. Beaugency (45028)               | 7. Boigny-sur-Bionne (45034)           | 8. Bonnée (45039)                    |
| 9. Les Bordes (45042)                | 10. Bou (45043)                    | 11. Bougy-lez-Neuville (45044)         | 12. Boulay-les-Barres (45046)        |
| 13. Bouzy-la-Forêt (45049)           | 14. Bray-en-Val (45051)            | 15. Bricy (45055)                      | 16. Bucy-Saint-Liphard (45059)       |
| 17. Bucy-le-Roi (45058)              | 18. Cercottes (45062)              | 19. Cerdon (45063)                     | 20. Chaingy (45067)                  |
| 21. Chanteau (45072)                 | 22. La Chapelle-Onzerain (45074)   | 23. La Chapelle-Saint-Mesmin (45075)   | 24. Charsonville (45081)             |
| 25. Chevilly (45093)                 | 26. Châteauneuf-sur-Loire (45082)  | 27. Châtenoy (45084)                   | 28. Chécy (45089)                    |
| 29. Cléry-Saint-André (45098)        | 30. Coinces (45099)                | 31. Combleux (45100)                   | 32. Combreux (45101)                 |
| 33. Coulmiers (45109)                | 34. Cravant (45116)                | 35. Dampierre-en-Burly (45122)         | 36. Darvoy (45123)                   |
| 37. Donnery (45126)                  | 38. Dry (45130)                    | 39. Fay-aux-Loges (45142)              | 40. La Ferté-Saint-Aubin (45146)     |
| 41. Fleury-les-Aubrais (45147)       | 42. Férolles (45144)               | 43. Germigny-des-Prés (45153)          | 44. Gidy (45154)                     |
| 45. Guilly (45164)                   | 46. Gémigny (45152)                | 47. Huisseau-sur-Mauves (45167)        | 48. Huêtre (45166)                   |
| 49. Ingrannes (45168)                | 50. Ingré (45169)                  | 51. Isdes (45171)                      | 52. Jargeau (45173)                  |
| 53. Jouy-le-Potier (45175)           | 54. Lailly-en-Val (45179)          | 55. Ligny-le-Ribault (45182)           | 56. Lion-en-Beauce (45183)           |
| 57. Lion-en-Sullias (45184)          | 58. Loury (45188)                  | 59. Marcilly-en-Villette (45193)       | 60. Mardié (45194)                   |
| 61. Mareau-aux-Prés (45196)          | 62. Marigny-les-Usages (45197)     | 63. Messas (45202)                     | 64. Meung-sur-Loire (45203)          |
| 65. Ménestreau-en-Villette (45200)   | 66. Mézières-lez-Cléry (45204)     | 67. Neuville-aux-Bois (45224)          | 68. Neuvy-en-Sullias (45226)         |
| 69. Olivet (45232)                   | 70. Orleans (45234)                | 71. Ormes (45235)                      | 72. Ouvrouer-les-Champs (45241)      |
| 73. Ouzouer-sur-Loire (45244)        | 74. Patay (45248)                  | 75. Rebréchien (45261)                 | 76. Rouvray-Sainte-Croix (45262)     |
| 77. Rozières-en-Beauce (45264)       | 78. Ruan (45266)                   | 79. Saint-Aignan-des-Gués (45267)      | 80. Saint-Aignan-le-Jaillard (45268) |
| 81. Saint-Ay (45269)                 | 82. Saint-Benoît-sur-Loire (45270) | 83. Saint-Cyr-en-Val (45272)           | 84. Saint-Denis-de-l'Hôtel (45273)   |
| 85. Saint-Denis-en-Val (45274)       | 86. Saint-Florent (45277)          | 87. Saint-Hilaire-Saint-Mesmin (45282) | 88. Saint-Jean-de-Braye (45284)      |
| 89. Saint-Jean-de-la-Ruelle (45285)  | 90. Saint-Jean-le-Blanc (45286)    | 91. Saint-Lyé-la-Forêt (45289)         | 92. Saint-Martin-d'Abbat (45290)     |
| 93. Saint-Pryvé-Saint-Mesmin (45298) | 94. Saint-Père-sur-Loire (45297)   | 95. Saint-Péravy-la-Colombe (45296)    | 96. Saint-Sigismond (45299)          |
| 97. Sandillon (45300)                | 98. Saran (45302)                  | 99. Seichebrières (45305)              | 100. Semoy (45308)                   |
| 101. Sennely (45309)                 | 102. Sigloy (45311)                | 103. Sougy (45313)                     | 104. Sully-la-Chapelle (45314)       |
| 105. Sully-sur-Loire (45315)         | 106. Sury-aux-Bois (45316)         | 107. Tavers (45317)                    | 108. Tigy (45324)                    |
| 109. Tournoisis (45326)              | 110. Traînou (45327)               | 111. Trinay (45330)                    | 112. Vannes-sur-Cosson (45331)       |
| 113. Vennecy (45333)                 | 114. Vienne-en-Val (45335)         | 115. Viglain (45336)                   | 116. Villamblain (45337)             |
| 117. Villemurlin (45340)             | 118. Villeneuve-sur-Conie (45341)  | 119. Villereau (45342)                 | 120. Villorceau (45344)              |
| 121. Vitry-aux-Loges (45346)         | 122. Épieds-en-Beauce (45134)      |                                        |                                      |